# Wolfgang Friedrich von Schenck
Wolfgang Friedrich Philipp Heinrich von Schenck (* 27. März 1768 in Siegen; † 10. Januar 1848 ebenda) war ein preußischer Verwaltungsjurist und erster Landrat des Kreises Siegen.

## Familie
Wolfgang Friedrich war der Sohn aus der Ehe des nassauischen Justizrats und Amtmanns Ludwig Adolf von Schenck (1738–1816) und Anna Elisabeth geb. Rückert. Seine Familie war eine alte nassau-siegensche, evangelische Beamtenfamilie, die 1775 geadelt wurde (Reichsadel).
Er heiratete am 10. März 1800 in Rastatt mit Maria Franziska Elisabeth Rochlitz (1780–1837), Tochter eines großherzoglichen Badischen Rechnungskammerrates; aus der Ehe stammten drei Söhne und drei Töchter.

## Leben
Wolfgang Friedrich von Schenck studierte ab 1784 Jura an den Universitäten in Herborn und Marburg. Ab 1789 war er als Regierungs-Sekretär in Dillenburg tätig. 1801 wurde er Justiz- und Konsistorialrat, sowie Vorsitzender des Unterdirektoriums für das Fürstentum Nassau-Siegen. 1804 wurde er zum Regierungsrat ernannt und 1809 von diesem Amt enthoben. Ab 1811 war er Vizepräsident des Tribunals zu Dillenburg. 1813 wurde er erneut Leiter des Unterdirektoriums bzw. Kreisdirektor zu Siegen.
1816 übernahm er zunächst kommissarisch, 1817 dann endgültig das Landratsamt in Siegen und war demnach erster preußischer Landrat. Dies hatte er bis zum Ende seiner Amtszeit und Ruhestand im Jahre 1846 inne.

## Wirken
Wolfgang Friedrich von Schenck wird in Zusammenhang gebracht mit der Eingliederung des Siegerlandes in Preußen und Initiativen zu dem Regulativ zur Verwaltung des Berg-, Hütten- und Hammerwesens 1819, Hütten- und Hammerordnung 1830, Haubergsordnung 1834, 1846 Wiesenordnung.

## Ehrungen und Auszeichnungen
- Roter Adlerorden 2. Klasse mit Eichenlaub